# Gresini Racing
Gresini Racing — спортивная мотогоночная частная команда, которая принимает участие в чемпионате мира по шоссейно-кольцевым мотогонкам MotoGP. Основана в 1997 году итальянским мотогонщиком Фаусто Грезини, двукратным чемпионом мира в классе 125сс. С сезона 2015 в классе MotoGP выступает совместно с заводской командой «Aprilia Racing» под названием «Aprilia Racing Team Gresini».

## История
Фаусто Грезини основал команду в 1997 году. «Gresini Racing» начала свои выступления в классе 500cc с бразильским мотогонщиком Алексом Барросом на двухцилиндровому мотоцикле Honda NSR500V. Баррос занял девятое место в итоговой турнирной таблице чемпионата, завоевав первый подиум для команды на Гран-При Великобритании в Донингтон Парке. В следующем сезоне Honda решила поставлять Барросу и команде новый четырехцилиндровый мотоцикл Honda NSR500, такой же, который был в заводской команды. Баррос в сезоне одержал две подиумы и набрал 138 очков, заняв пятое место в итоге.
В 1999 году команда перешла к низшему классу 250cc. Место Барроса занял действующий чемпион мира Лорис Капиросси, которые получил в свое распоряжение мотоцикл Honda NSR250. В первой гонке сезона в Сепанге на Гран-При Малайзии, Капиросси одержал первую победу на этапе для команды Gresini. На протяжении сезона он одержал еще две победы и шесть подиумов и закончил сезон третьим в итоговом зачете с 209-ю очками.
После окончания сезона Капиросси перешел в класс 500cc, на его место команда подписала молодого японского гонщика Дайдзиро Като и француза Винсена Филиппа. Като, который уже выиграл две гонки, выступая по wild card в 1997 году и 1998 году, сразу же сделал заявку на борьбу за чемпионство, одержав четыре последовательные подиумы в начале сезона. Он боролся за титул в классе 250cc вместе с гонщиками Yamaha Синъя Накано и Оливье Жаке до последней гонки сезона в Филип-Айленд в Австралии. Однако, Като занял третье место в гонке, уступив и титулом, и вторым местом Жаке и Накано соответственно. Като набрал 259 очков и занял третье место в чемпионате, вместе с этим получив титул «новичок года» в классе 250cc.
В 2001 году команда была переименована в «Telefónica Movistar Honda», а место Филиппа занял бывший чемпион мира в классе 125cc Эмилио Альзамора. После перехода Накано и Жаке в класс 500cc, Като стал главным претендентом на титул чемпиона мира в классе 250cc. Японец доминировал в сезоне, выиграв 11 гонок, завоевав для команды Gresini Racing" первый титул чемпиона мира. Альзамора добавил два подиумы для команды, финишировав седьмым в итоговой турнирной таблице.
После удачного сезона Дайдзиро Като вместе с командой перешел в высший класс. В связи с изменениями правил, класс 500cc был переименован в MotoGP, было разрешено использование новых четырехтактных двигателей объемом до 990 см³ и введено понятие «заводских команд». Като использовал старую двухтактную Honda NSR500 течение первых девяти этапов сезона, прежде чем получил новый Honda RC211V на Гран-При Чехии в Брно. На Гран-при Испании Като занял второе место, взяв первый подиум в классе MotoGP. Это был его лучший финиш с другим вторым место в Брно, в своей первой гонке с новым четырехтактным мотоциклом. Он также записал первый в истории команды поул-позишн в классе MotoGP на Тихоокеанском Гран-При в Мотеги, Япония. Като занял седьмое место в итоговой таблице с 117 пунктами и снова получил звание «новичок года», в то время как команда заняла восьмое место в чемпионате производителей. В этом сезоне команда также соревновались в классе 250cc с Альзаморой и итальянским гонщиком Роберто Ролфо. Ролфо занял третье место в итоговой турнирной таблице с семью подиумами, в то время как Альзамора был седьмым с двумя подиумами.
В 2003 году команда прекратила свое участие в классе 250сс, зато увеличила свое представительство в классе MotoGP в двух гонщиков и была переименована в «Telefónica Movistar Honda»: титульным спонсором стала испанская телекоммуникационная компания «Telefónica», что ушла от Suzuki. Бывший гонщик Suzuki Сете Жибернау также присоединился к команде как второй гонщик. Като остался с командой и стал одним из четырех гонщиков Honda, которые ездили на мотоцикле последней спецификации RC211V, тогда как Жибернау получил модифицированный мотоцикл 2002 года. В первой гонке сезона на автомотодроме Судзука в Японии Като врезался в шинный барьер. Он получил серьезные травмы и впал в кому, в которой находился в течение двух недель, после чего умер в больнице. Через неделю после смерти Като, Жибернау стартовал с поула и выиграл южноафриканский Гран-при, что стало первой победой на этапе в команды в классе MotoGP. Жибернау оставался единственным гонщиком команды до четвертого этапа, когда команду пополнил Рюити Киёнари. Жибернау пересел на мотоцикл спецификации 2003 года, на котором ездил Като, тогда как Киёнари получил модифицированный мотоцикл 2002 года. Жибернау выиграл три гонки, а также получил всего десять подиумов, финишировав вторым в чемпионате с 277 очками. Команда заняла четвертое место в соревнованиях производителей.
В 2004 году Жибернау снова боролся за чемпионат, заняв второе место. Его напарник Колин Эдвардс занял пятое место.
Жибернау остался с командой на 2005 год, место Эдвардса занял Марко Меландри. Меландри выиграл две гонки в сезоне и стал вице-чемпионом, Жибернау занял седьмое место в общем зачете.
В сезоне 2006 года команда в составе Марко Меландри и Тони Элиаса одержала четыре победы на этапах: три от Меландри и одну от Элиаса.
Оба гонщика остались с командой в 2007 году. Новый мотоцикл Honda RC212V с объемом двигателя 800 см³ не смог продемонстрировать ожидаемые результаты и команда закончила сезон с двумя подиумами в активе.
В 2008 году на смену Марко Меландри и Тони Элиаса в команду были взяты Алекс де Анджелис и Синъя Накано. Этот сезон стал значительно хуже предыдущих, гонщики команды завершили сезон на 14-м и 9-м местах соответственно.
В 2009 году Элиас повторно присоединился к команде, заменив Накано, который перешел в Superbike. Гонщики в сезоне одержали по одному подиуму и закончили сезон на 7 и 8 местах.
В 2010 году Марко Меландри повторно присоединился к группе после своего пребывания в командах Ducati и Kawasaki. Его партнером по команде стал чемпион мира 2008 года в классе 250сс итальянец Марко Симончелли. «Gresini Racing» в этом сезоне появилась также в новом классе Moto2 под названием «Gresini Racing Moto2». Здесь она была представлена Тони Элиасом и Владимиром Ивановым, который выступал под украинским флагом. Хотя Симончелли и Меландри в классе MotoGP высоких результатов не продемонстрировали, Тони Элиас стал первым чемпионом класса Moto2. Лучшим результатом Владимира Иванова было 14 место на Гран-При Германии.
В 2011 году Симончелли выступал на заводском мотоцикле Honda как часть команды Gresini", тогда как Хироси Аояма ехал на Honda. Симончелли был конкурентоспособным в борьбе за высокие места, но большое количество аварий не позволила Марку удержаться на высоких местах в турнирной таблице. В октябре 2011 года было объявлено, что Симончелли останется с командой на сезон 2012 года, зато Аояма объявил о переходе в Супербайка. 23 октября 2011 года Марко Симончелли погиб после аварии на Гран-При Малайзии.
4 ноября 2013 года было объявлено о продолжении сотрудничества «Gresini Racing» и «Federal Oil» в классе Moto2, результатом которой стало участие в соревнованиях бельгийского гонщика Ксавье Симеона.
Во второй половине сезона 2014 стало известно об окончании в конце года сотрудничества команды с титульным спонсором «Go&Fun». Вследствие этого «Gresini Racing» потеряла финансовую поддержку, которая оценивалась ориентировочно в 6 млн.€ на год. Это привело к тому, что у команды не хватило средств на приобретение мотоциклов Honda для участия в серии. 12 сентября стало известно, что Фаусто Грезини подписал соглашение о сотрудничестве с командой «Aprilia Racing» для совместного участия в «королевском» классе. От этого выиграли обе стороны: Грезини сэкономил средства, которые должен был потратить на мотоциклы, а Aprilia получила опытного партнера для развития своего гоночного проекта, а также сэкономила средства, ориентировочно 3,4 млн.€. Образован в результате этого сотрудничества проект получил для сезона 2015 название «Aprilia Racing Team Gresini». Команду представляли 2 гонщика: Альваро Баутиста, который до этого выступал за «Gresini Racing», и Марко Меландри, который в сезоне 2014 представлял «Aprilia Racing» в серии WSBK.
Начало сезона продемонстрировал о неготовности мотоцикла Aprilia RS-GP на равных конкурировать с лучшими представителями класса. Меландри в каждой гонке занимал последнее место, тогда как Баутисти лишь изредка удавалось попадать в очковую зону, а лучшим его результатом стало 10-е место на Гран-При Каталонии. Как итог, в середине сезона команда отказалась от услуг Меландри, взяв на Гран-При Германии на его место тест-пилота команды Майкла Лавиерти. Позже, во время летнего перерыва, на второе вакантное место в команде был приглашен немецкий гонщик Штефан Брадль. До конца сезона гонщики команды так и не смогли подняться в гонках выше десятого места.
Зато единственный гонщик команды в классе Moto2, бельгиец Ксавье Симеон, продемонстрировал значительно лучшие результаты: на Гран-При Германии он одержал победу, добавив в нее второе место на Гран-При Катара, став 7-м в общем зачете.
В классе Moto3 Энеа Бастианини длительное время вел борьбу за победу в чемпионате, однако в итоге был вынужден довольствоваться третьим местом. Всего он одержал одну победу (Сан Марино) и шесть подиумов, добавив к этому 4 поули и 2 быстрых круга. Зато другой гонщик команды в классе, Андреа Локателли, удовлетворился по итогам сезона 20-м местом.